# أوستين بلايث
أوستين بلايث (بالإنجليزية: Austin Blythe) هو لاعب كرة قدم أمريكية أمريكي، ولد في 16 يونيو 1992 في وليامزبيرغ في الولايات المتحدة.

## وصلات خارجية
- أوستين بلايث على موقع مرجع كرة القدم المحترفة.كوم (الإنجليزية)